# Private Idaho
"Private Idaho" es un sencillo de The B-52's de su álbum Wild Planet de 1980.
Fue el segundo Billboard Hot 100 de la banda, y llegó al puesto #74 y al  #5 en el Dance Club Songs, listado al que también ingresaron los sencillos "Give Me Back My Man" y el posterior "Party out of Bounds", ambos del mismo álbum, Wild Planet..
"Private Idaho" logró el número 11 en Australia. Llegando al puesto 83 en Australia durante los ochenta.
Gus Van Sant utilizó el título de canción para su película My Own Private Idaho el cual oye mientras visitaba el estado en los ochenta.
La canción fue presentada en la película de Adam Sandler The Wedding Singer.
La canción fue también la entrance/warmup para el ECHL Idaho Steelheads alrededor de 2005 y 2006 durante la temporada de hockey.

## Posicionamiento
| Listas                             | Posición |
| ---------------------------------- | -------- |
| Australian ARIA Singles Chart      | 11       |
| U.S. Billboard Hot 100             | 74       |
| U.S. Billboard Hot Dance Club Play | 5        |